# Liste des ponts les plus longs du monde

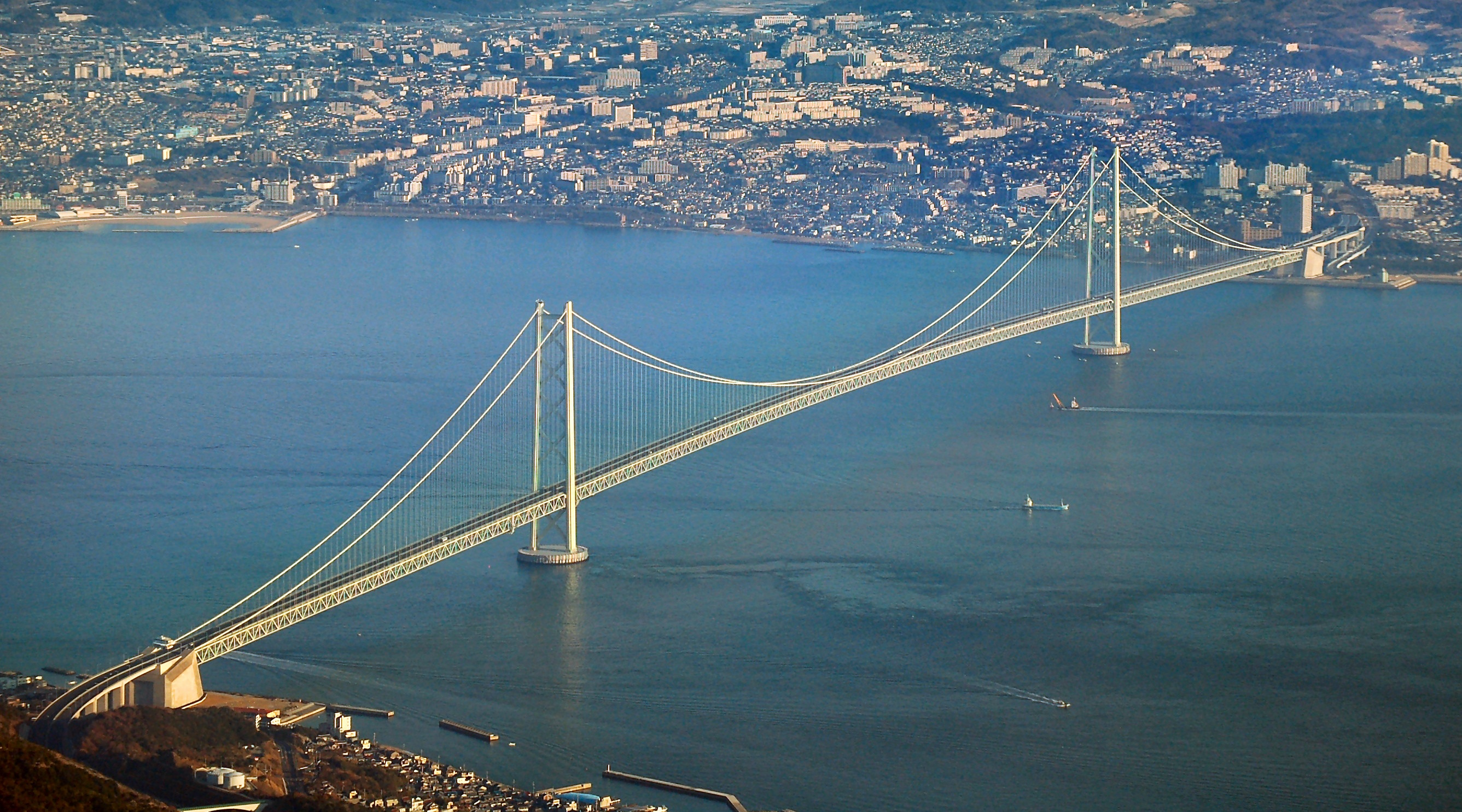
Le pont du détroit d'Akashi : le pont présentant la deuxième plus grande portée (1991 m), voir la liste des ponts suspendus les plus longs.

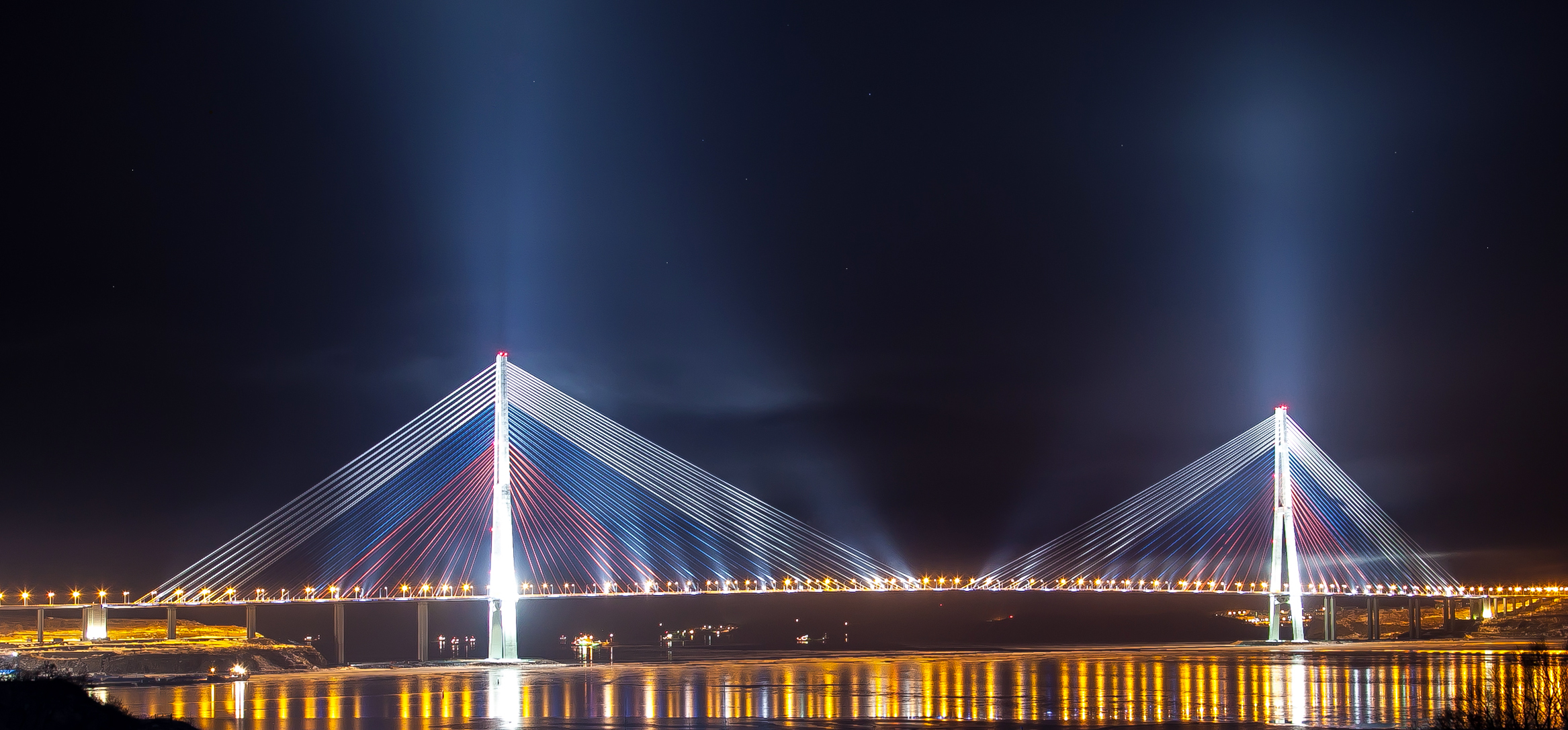
Le pont de l'île Rousski : le pont à haubans présentant la plus grande portée (1104 m), voir la liste des ponts à haubans.

La liste des ponts les plus longs au monde recense les viaducs ou complexes de viaducs ou de ponts de longueur totale supérieure ou égale à 3 kilomètres et classés par ordre décroissant de longueur d'une part et les ouvrages de transports guidés d'autre part. Pour une liste de ponts classés selon leur portée, voir la liste des ponts suspendus et celle des ponts à haubans.

## Viaducs ou complexes de ponts
Les viaducs sont constitués dans la plupart des cas d'une section courante présentant des travées identiques en portée et en typologie. Ils peuvent comprendre un ou plusieurs ponts principaux qui permettent le franchissement d'une brèche particulière en dégageant une hauteur libre plus importante que le viaduc en section courante. Si la brèche est importante, les viaducs situés de part et d'autre sont appelés viaducs d'accès. Dans le cas contraire il s'agit de viaducs de section courante. Lorsqu'il existe un pont principal, sa nature (pont suspendu, pont à haubans ou autres) ainsi que sa portée sont précisées.
Rang (rg) : donne le numéro d'ordre de l'ouvrage parmi ceux présentés et propose un lien vers la fiche technique du pont sur le site Structurae, base de données et galerie internationale d'ouvrages d'art. La liste peut être triée selon les différentes entrées du tableau pour voir ainsi les ponts de Chine ou les plus récents par exemple.
Longueur : Il n’y a pas de mesure standardisée au niveau international pour mesurer les ponts. Certains sont mesurés depuis le début de la rampe d’accès jusqu’à la fin de la rampe de sortie, d’autres de rive à rive. Un classement est néanmoins donné sur la base de la longueur officielle.
Type (Ref): Le viaduc ou complexe d'ouvrages d'art peut être de type routier, ferroviaire ou mixte route-rail. Par ouvrage ferroviaire, on entend tout ouvrage supportant une voie ferrée, que ce soit une ligne ferroviaire interurbaine comme une ligne de métro, que la voie soit unique ou multiple. Ne sont pas recensés les ouvrages où les wagons sont suspendus à un dispositif fixé à l'ouvrage qui sont présentés dans les ouvrages spéciaux. Ne sont pas non plus recensés les ouvrages qui n'ont jamais été ouvert à la circulation publique, comme les pistes d'essais, qui sont également recensés dans les ouvrages spéciaux.
Pont principal : Le pont principal peut être un pont suspendu, un pont à haubans, un pont en treillis ou un pont en béton précontraint en général en poutre-caisson. Sa portée est indiquée, cet indicateur caractérisant mieux que sa longueur la complexité de l'ouvrage.
Références : des liens externes sont donnés, "I" lorsque la source est Internet, "S" lorsqu'il s'agit de Structurae, un site Internet spécialisé dans les ouvrages d'art qui renvoie lui-même vers d'autres sources, et "W" lorsqu'il s'agit d'un article de la WP anglaise.
| Image                                                                                | Rg  | Nom                                       | Longueur (en m) | Type d'ouvrage                       | Voie portée                       | Brèche franchie                | Pont principal Portée | Terminé en                       | Localisation | Pays                      | Commentaires | Réf                                                                  |
| ------------------------------------------------------------------------------------ | --- | ----------------------------------------- | --------------- | ------------------------------------ | --------------------------------- | ------------------------------ | --------------------- | -------------------------------- | --- | ------------------------- | --- | -------------------------------------------------------------------- |
| Pont Danyang-Kunshan                                                                 | 1   | Pont Danyang-Kunshan                      | 164 800         | Ferroviaire                          | LGV Pékin - Shanghai              | Terre                          | -- --                 | 2011                             | Jiangsu | Chine                     | Plus long pont au monde |                                                                      |
| Pont Changhua-Kaoshung                                                               | 2   | Pont Changhua-Kaoshung                    | 157 317         | Ferroviaire                          | LGV Taïwan                        | Terre                          | -- --                 | 2007                             | Kaohsiung | Taïwan                    | | I                                                                    |
|                                                                                      | 3   | Viaduc Kita–Yaita                         | 114 424         | Ferroviaire                          | Ligne Shinkansen Tōhoku           | Terre                          | -- --                 | 1982                             | Honshū | Japon                     | |                                                                      |
| Ligne à grande vitesse Beijing-Tianjin, Grand viaduc de Tianjin, environs de Tianjin | 4   | Grand viaduc de Tianjin                   | 113 700         | Ferroviaire                          | LGV Pékin - Shanghai              | Terre                          | -- --                 | 2011                             | Tianjin | Chine                     | |                                                                      |
| Image manquante                                                                      | 5   | Grand viaduc de Cangde (en)               | 105 810         | Ferroviaire                          | LGV Pékin - Shanghai              | Terre                          | -- --                 | 2010                             | | Chine                     | | I                                                                    |
| La gare de Weinan                                                                    | 6   | Grand viaduc de Weinan Weihe              | 79 732          | Ferroviaire                          | LGV Zhengzou Xi'Han               | Terre                          | -- --                 | 2010                             | | Chine                     | | I                                                                    |
|                                                                                      | 7   | Bang Na Expressway                        | 54 706          | Routier                              | National Highway Route 34         | Terre                          | -- --                 | 2001                             | Bangkok / Bang Pakong (Chachoengsao) 13° 35′ 12″ N, 100° 50′ 31″ E | Thaïlande                 | Plus long pont d'Asie du Sud-Est - Plus long pont de Thaïlande | I                                                                    |
| Image manquante                                                                      | 8   | Pont Cheikh Jaber al-Ahmad al-Sabah       | 48 500          | Routier                              |                                   | Baie de Koweït                 |                       | 2019                             | Koweït 29° 27′ 14″ N, 47° 58′ 53″ E | Koweït                    | |                                                                      |
| Carte                                                                                | 9   | Grand viaduc de Pékin                     | 48 153          | Ferroviaire                          | LGV Pékin - Shanghai              | Terre                          | -- --                 | 2011                             | | Chine                     | |                                                                      |
|                                                                                      | 10  | Pont Haiwan ou pont de Qingdao            | 41 850          | Routier                              |                                   | Mer Jaune (Baie de Jiaozhou)   | Haubans               | 2010                             | Qingdao - Jiaozhou 36° 10′ 12″ N, 120° 17′ 54″ E | Chine                     | Plus long pont maritime au monde | I                                                                    |
|                                                                                      | 11  | Chaussée du lac Pontchartrain             | 38 422          | Routier                              | Causeway Boulevard                | Lac Pontchartrain              |                       | 1956                             | La Nouvelle-Orléans / Mandeville (Louisiane) 30° 11′ 58″ N, 90° 07′ 22″ O | États-Unis                | Plus long pont des États-Unis | I                                                                    |
|                                                                                      | 12  | Ligne 1 du métro de Wuhan                 | 37 788          | Ferroviaire                          | Métro de Wuhan                    | Terre                          | --                    | 2009                             | Wuhan | Chine                     | | I                                                                    |
|                                                                                      | 13  | Pont du marais de Manchac                 | 36 710          | Routier                              | Interstate 55                     | Marais de Manchac              |                       | 1970                             | Ponchatoula / LaPlace (Louisiane) 30° 17′ 10″ N, 90° 24′ 05″ O | États-Unis                | |                                                                      |
|                                                                                      | 14  | Pont de Yangcun                           | 35 812          | Ferroviaire                          | LGV Pékin - Tianjin               | Terre                          | --                    | 2007                             | Tianjin / District de Wuqing 39° 19′ 47″ N, 117° 05′ 53″ E \|\| Chine\|\| \|\| |                           | |                                                                      |
|                                                                                      | 15  | Pont de la baie de Hangzhou               | 35 673          | Routier                              |                                   | Mer de Chine                   | Haubans 448 m         | 2008                             | Jiaxing / Cixi (Zhejiang) 30° 33′ 53″ N, 121° 02′ 50″ E | Chine                     | | S                                                                    |
|                                                                                      | 16  | Ligne 1 du métro de Lima                  | 33 000          | Ferroviaire                          | Métro de Lima                     | Terre                          | --                    | 2011                             | Lima | Pérou                     | | I                                                                    |
|                                                                                      | 17  | Pont de Donghai                           | 32 500          | Routier                              | Route express A2                  | Mer de Chine                   | Haubans 420 m         | 2005                             | Shanghai / Dawugui Island (Zhoushan) 30° 43′ 30″ N, 121° 58′ 30″ E | Chine                     | | S                                                                    |
|                                                                                      | 18  | Transrapid de Shanghai                    | 29 908          | Ferroviaire                          |                                   | Terre                          |                       |                                  | | Chine                     | |                                                                      |
|                                                                                      | 19  | Ligne bleue                               | 29 808          | Ferroviaire                          | Métro de Delhi                    | Terre                          | --                    | 2005                             | Delhi | Inde                      | | I                                                                    |
|                                                                                      | 20  | Pont du bassin d'Atchafalaya              | 29 290          | Routier                              | Interstate 10                     | Bassin d'Atchafalaya           |                       | 1973                             | Bâton-Rouge / Lafayette (Louisiane) 30° 19′ 57″ N, 91° 45′ 33″ O | États-Unis                | |                                                                      |
| Image manquante                                                                      | 21  | Pont de Yanshi                            | 28 543          | Ferroviaire                          | LGV Zhengzhou Xi'an               | Terre                          |                       |                                  | | Chine                     | |                                                                      |
|                                                                                      | 22  | Pont-tunnel de Chesapeake Bay             | 28 318          | Routier                              | U.S. Route 13                     | Mer (Baie de Chesapeake)       |                       | 1964                             | Virginia Beach / Cape Charles (Virginie) 37° 01′ 48″ N, 76° 05′ 09″ O \|\| États-Unis\|\|Complexe d'ouvrages\|\|SI                                                                              |                           | |                                                                      |
|                                                                                      | 23  | Pont de Jintang                           | 26 540          | Routier                              | G9211                             | Mer de Chine orientale         | Haubans 620 m         | 2009                             | Ningbo / Île de Jintang (Zhoushan) (Zhejiang) 30° 02′ N, 121° 47′ E | Chine                     | | S                                                                    |
| Image manquante                                                                      | 24  | Pont n° 1 du métro de Tianjin             | 25 800          | Ferroviaire                          | Métro de Tianjin                  | Terre                          |                       | 2003                             | Tianjin | Chine                     | |                                                                      |
| Station de Jurong East                                                               | 25  | Ligne Est-Ouest du métro de Singapour     | 25 700          | Ferroviaire                          | Métro de Singapour                | Terre                          |                       |                                  | | Singapour                 | |                                                                      |
|                                                                                      | 26  | Chaussée du roi Fahd                      | 25 000          | Routier                              |                                   | Golfe Persique                 |                       | 1986                             | Khobar (Ach-Charqiya) / Saar 26° 10′ 57″ N, 50° 20′ 09″ E | Arabie saoudite / Bahreïn | Plus long pont d'Arabie saoudite et du Moyen-Orient - L'ouvrage est également composé d'îles artificielles, les longueurs des ponts numérotés de 1 à 5 sont respectivement de 934 m, 2 034 m, 5 194 m, 3 334 m et 934 m | S , « I »(Archive.org • Wikiwix • Archive.is • Google • Que faire ?) |
|                                                                                      | 27  | Liaison avec l'aéroport Suvarnabhumi      | 24 500          | Ferroviaire                          |                                   | Terre                          |                       |                                  | | Thaïlande                 | |                                                                      |
|                                                                                      | 28  | Second pont de Penang                     | 23 370          | Routier                              |                                   | Mer d'Andaman                  |                       | 2014                             | Seberang Perai - île de Penang 5° 15′ 02″ N, 100° 20′ 41″ E | Malaisie                  | Plus long pont de Malaisie et d'Asie du Sud-est. 16,9 km au dessus de l'eau |                                                                      |
|                                                                                      | 29  | Pont Hong Kong-Zhuhai-Macao               | 22 800          | Routier                              |                                   | Delta de la rivière des Perles |                       | 2018                             | Macao - Hong Kong 22° 12′ 32″ N, 113° 41′ 31″ E | Hong Kong                 | Complexe d'ouvrages |                                                                      |
| Image manquante                                                                      | 30  | Viaduc du Lianghui                        | 21 563          | Ferroviaire                          | LGV Pékin - Tianjin               |                                |                       | 2008                             | | Chine                     | |                                                                      |
| Image manquante                                                                      | 31  | Viaduc de Yongding                        | 21 133          | Ferroviaire                          | LGV Pékin - Tianjin               |                                |                       | 2008                             | | Chine                     | |                                                                      |
|                                                                                      | 32  | LGV périphérique Est de Hainan            | 21 000          | Ferroviaire                          | LGV périphérique Est de Hainan    |                                |                       | 2010                             | Haikou (Hainan) 19° 59′ 52″ N, 110° 17′ 24″ E | Chine                     | |                                                                      |
|                                                                                      | 33  | Pont du 6 octobre                         | 20 500          | Routier                              |                                   |                                | 141 m                 | 2000                             | Le Caire 29° 59′ 18″ N, 31° 13′ 26″ E | Égypte                    | Plus long pont d'Afrique et d'Égypte | SI                                                                   |
| Image manquante                                                                      | 33  | Viaduc C215                               | 20 000          | Ferroviaire                          |                                   |                                |                       | 2003                             | | Taïwan                    | | S                                                                    |
| Image manquante                                                                      | 35  | Viaduc de Hami                            | 19 300          | Ferroviaire                          | LGV Lanzhou - Ürümqi              |                                |                       | 2014                             | | Chine                     | |                                                                      |
|                                                                                      | 36  | Ligne Sungai Buloh–Kajang                 | 19 000          | Ferroviaire                          | Métro de Kuala Lumpur             |                                |                       | 2017                             | Kuala Lumpur | Malaisie                  | |                                                                      |
| Image manquante                                                                      | 37  | Viaduc Cangzhou - Dezhou                  | 18 200          | Ferroviaire                          | LGV Pékin - Shanghai              |                                |                       | 2014                             | | Chine                     | |                                                                      |
|                                                                                      | 38  | Pont de Crimée                            | 18 100          | Ferroviaire                          |                                   |                                |                       | 2019                             | Crimée | Ukraine/ Russie           | |                                                                      |
|                                                                                      | 39  | Bonnet Carré Spillway I-10 Bridge         | 17 702          | Routier                              | Interstate 10                     |                                |                       |                                  | Metairie / LaPlace (Louisiane) 30° 03′ 58″ N, 90° 23′ 15″ O \|\| États-Unis\|\| \|\| |                           | |                                                                      |
|                                                                                      | 40  | Pont Vasco da Gama                        | 17 185          | Routier                              | Autoestrada A12                   | Estuaire du Tage               | Haubans 420 m         | 1998                             | Lisbonne (District de Lisbonne) / Montijo (Setúbal) 38° 47′ 09″ N, 9° 05′ 18″ O | Portugal                  | Plus long d'Europe jusqu'en 2018, plus long pont du Portugal | S , I                                                                |
|                                                                                      | 41  | Pont de Crimée                            | 16 900          | Routier                              |                                   |                                |                       | 2018                             | Crimée | Russie                    | |                                                                      |
| Image manquante                                                                      | 42  | Viaduc Saïgon – Trung Luong               | 16 000          | Routier                              | Autoroute Nord-Sud                |                                |                       | 2010                             | Saïgon | Vietnam                   | |                                                                      |
| Image manquante                                                                      | 43  | Viaduc de Pékin                           | 15 595          | Ferroviaire                          | LGV Pékin - Tianjin               |                                |                       | 2007                             | | Chine                     | |                                                                      |
| Image manquante                                                                      | 44  | Pont de la Kama (en)                      | 13 967          | Routier                              |                                   | Kama                           |                       | 2002                             | Tatarstan 55° 21′ 28″ N, 49° 57′ 59″ E \|\| Russie\|\| \|\| |                           | |                                                                      |
|                                                                                      | 45  | Pont de Penang                            | 13 500          | Routier                              | E36                               |                                | Haubans 225 m         | 1985                             | Bukit Mertajam / Île de Penang 5° 21′ 14″ N, 100° 20′ 47″ E | Malaisie                  | 2e + Plus long pont de Malaisie | S                                                                    |
|                                                                                      | 46  | Viaduc Kam Sheung Road-Tuen Mun           | 13 400          | Routier                              | West Rail Line                    |                                |                       | 2003                             | Yuen Long New Town 22° 26′ 46″ N, 114° 03′ 11″ E | Hong Kong                 | |                                                                      |
| Image manquante                                                                      | 47  | Viaduc de Port Fourchon                   | 13 300          | Routier                              | Louisiana Highway 1 (en)]         |                                |                       | 2009                             | Port Fourchon | États-Unis                | |                                                                      |
|                                                                                      | 48  | Pont Rio-Niterói                          | 13 290          | Routier                              | BR-101                            |                                | 300 m                 | 1974                             | Rio de Janeiro (État de Rio de Janeiro) 22° 52′ 16″ S, 43° 09′ 17″ O \|\| Brésil\|\|Plus long pont d'Amérique Latine - Plus long pont du Brésil\|\|S , I                                        |                           | |                                                                      |
|                                                                                      | 49  | Grand pont de Seto                        | 13 100          | Routier                              | Seto-Chūō Expy - Seto-Ōhashi Line |                                | 1 100 m               | 1988                             | Kojima (Okayama) / Sakaide (Kagawa) 34° 23′ 54″ N, 133° 48′ 36″ E | Japon                     | Plus long pont du Japon | S                                                                    |
|                                                                                      | 50  | Pont d'Oulianovsk                         | 12 980          | Routier                              |                                   | Volga                          | Treillis              | 2009                             | 54° 21′ 36″ N, 48° 26′ 34″ E \|\| Russie\|\|Plus long pont de Russie\|\|S |                           | |                                                                      |
|                                                                                      | 51  | Pont de la Confédération                  | 12 900          | Routier                              | Route 16                          |                                | 250 m                 | 1997                             | Borden-Carleton (Île-du-Prince-Édouard) / Bayfield (Nouveau-Brunswick) 46° 12′ 17″ N, 63° 45′ 29″ O \|\| Canada\|\|Plus long pont du Canada - 43 travées principales de 250 mètres de long\|\|I |                           | |                                                                      |
|                                                                                      | 52  | Jubilee Parkway                           | 12 875          | Routier                              | Interstate 10                     |                                |                       | 1978                             | Mobile / Spanish Fort (Alabama) 30° 39′ 55″ N, 87° 57′ 49″ O | États-Unis                | |                                                                      |
|                                                                                      | 53  | Nouveau pont de Saratov                   | 12 760          | Routier                              |                                   | Volga                          |                       | 2000                             | | Russie                    | | I                                                                    |
|                                                                                      | 54  | Pont de Bali Mandara                      | 12 700          | Routier                              |                                   | Océan indien                   |                       | 2013                             | | Indonésie                 | | I                                                                    |
| Image manquante                                                                      | 55  | Pont Rudong Yangkou                       | 12 600          | Routier                              |                                   | Mer Jaune                      |                       | 2008                             | Rudong | Chine                     | | I                                                                    |
|                                                                                      | 56  | Pont d'Incheon                            | 12 300          | Routier                              |                                   |                                | Haubans 800 m         | 2009                             | Incheon / Yeongjongdo 37° 24′ 50″ N, 126° 34′ 00″ E | Corée du Sud              | Plus long pont de Corée du Sud | I                                                                    |
| Image manquante                                                                      | 57  | Viaduc Nanjing Qinhuai                    | 12 000          | Ferroviaire                          | LGV Pékin - Shanghai              |                                |                       | 2010                             | | Chine                     | |                                                                      |
| Image manquante                                                                      | 58  | Mayor Mohammed Hanif Flyover (en)         | 11 700          | Routier                              |                                   |                                |                       | 2013                             | Dacca | Bangladesh                | | I                                                                    |
| Image manquante                                                                      | 59  | Viaduc de la Qingshuihe                   | 11 700          | Ferroviaire                          | Ligne Qing-Zang                   |                                |                       | 2006                             | | Chine                     | |                                                                      |
| Image manquante                                                                      | 60  | Pont de Leziria                           | 11 670          | Routier                              | Auto-Estrada A10                  |                                | 133 m                 | 2007                             | Carregado (Santarém) 39° 00′ 45″ N, 8° 56′ 02″ O | Portugal                  | | S                                                                    |
| Image manquante                                                                      | 61  | P.V.Narasimha Rao Elevated Expressway     | 11 600          | Routier                              |                                   |                                |                       | 2009                             | Hyderabad | Inde                      | |                                                                      |
|                                                                                      | 62  | Pont San Mateo-Hayward                    | 11 265          | Routier                              | State Route 92                    |                                | Poutre-caisson 229 m  | 1967                             | San Mateo / Hayward (Californie) 37° 35′ 28″ N, 122° 14′ 34″ O | États-Unis                | | SI                                                                   |
| Image manquante                                                                      | 63  | Viaduc du Grand canal                     | 11 000          | Ferroviaire                          | LGV Pékin - Shanghai              |                                |                       | 2010                             | | Chine                     | |                                                                      |
|                                                                                      | 64  | Seven Mile Bridge                         | 10 887          | Routier                              | U.S. Route 1                      |                                | 41 m                  | 1982                             | Knight's Key / Little Duck Key (Floride) 24° 41′ 56″ N, 81° 10′ 09″ O | États-Unis                | | S                                                                    |
|                                                                                      | 65  | Third Mainland Bridge                     | 10 500          | Routier                              |                                   |                                |                       | 1991                             | Lagos | Nigeria                   | Plus long pont du Nigéria | S                                                                    |
| Image manquante                                                                      | 66  | Shandong-Henan Yellow River Bridge        | 10 282          | Routier                              |                                   |                                |                       | 1985                             | | Chine                     | | S                                                                    |
|                                                                                      | 67  | Pont de la rivière Yangtze Wuhu           | 10 020          | Routier                              | Wuhe Expy - ..                    |                                | Haubans 312 m         | 2000                             | Wuhu (Anhui) 31° 23′ 17″ N, 118° 20′ 27″ E | Chine                     | La partie ferroviaire est de 10 521 m, la partie autoroutière est de 5 681 m | S , I                                                                |
|                                                                                      | 68  | Pont nord de Chongming                    | 9 970           | Routier                              | Hushan Expy                       |                                | Haubans 730 m         | 2009                             | Shanghai / Chongming 31° 26′ 05″ N, 121° 44′ 40″ E | Chine                     | | S                                                                    |
| Image manquante                                                                      | 69  | Hosur Road (en)                           | 9 945           | Routier                              |                                   |                                |                       | 2010                             | Bangalore | Inde                      | |                                                                      |
|                                                                                      | 70  | Richmond-San Rafael Bridge                | 8 851           | Routier                              | Interstate 580                    |                                | Haubans 317 m         | 1956                             | Richmond / San Rafael 37° 56′ 02″ N, 122° 25′ 37″ O \|\| États-Unis\|\| \|\|S |                           | |                                                                      |
|                                                                                      | 71  | Sunshine Skyway Bridge                    | 8 849           | Routier                              | Interstate 275                    |                                | Haubans 367 m         | 1987                             | St. Petersburg / Terra Ceia (Floride) 27° 37′ 30″ N, 82° 39′ 30″ O | États-Unis                | | S                                                                    |
|                                                                                      | 72  | Twin Span Bridge                          | 8 689           | Routier                              | Interstate 275                    |                                |                       | 1960s                            | | États-Unis                | | S                                                                    |
|                                                                                      | 73  | Pont du Général Rafael Urdaneta           | 8 678           | Routier                              |                                   |                                | Haubans 235 m         | 1962                             | | Venezuela                 | Plus long pont du Venezuela | S                                                                    |
| Image manquante                                                                      | 74  | Viaduc du métro de Hanoi                  | 8 500           | Ferroviaire                          | Métro de Hanoï                    |                                |                       | en construction (débuté en 2010) | | Vietnam                   | Plus long viaduc du Viêt Nam - Viaduc en U préfabriqué à simple voie. |                                                                      |
|                                                                                      | 75  | Virginia Dare Memorial Bridge             | 8 369           | Routier                              |                                   |                                |                       | 2002                             | | États-Unis                | | W                                                                    |
| Image manquante                                                                      | 76  | Xiasha Bridge                             | 8 230           | Routier                              | Hangzhou Ring Expy East Line      |                                | Haubans 232 m         | 1991                             | Hangzhou (Zhejiang) 30° 15′ 13″ N, 120° 21′ 23″ E \|\| Chine\|\| \|\|S |                           | |                                                                      |
|                                                                                      | 77  | Pont de Sutong                            | 8 146           | Routier                              | Yanhai Expy                       |                                | Haubans 1 088 m       | 2008                             | Suzhou / Nantong (Jiangsu) 31° 47′ 22″ N, 121° 00′ 08″ E \|\| Chine\|\| \|\|32 S |                           | |                                                                      |
|                                                                                      | 78  | Pont Mackinac                             | 8 038           | Routier                              | Interstate 75                     |                                | Suspendu 1 158 m      | 1957                             | Mackinaw City / Saint-Ignace (Michigan) 45° 49′ 00″ N, 84° 43′ 40″ O \|\| États-Unis\|\| \|\|S , I                                                                                              |                           | |                                                                      |
|                                                                                      | 79  | Øresundsbron                              | 7 845           | Mixte Route - rail (viaducs séparés) | Europaväg 20 - Oresund Railway    |                                | Haubans 490 m         | 1999                             | Copenhague (Hovedstaden) / Malmö (Scanie) 55° 35′ 14″ N, 12° 46′ 55″ E | Danemark/ Suède           | Pont ayant la plus grande portée en Europe, plus long pont du Danemark | S                                                                    |
| Image manquante                                                                      | 80  | Maestri Bridge                            | 7 693           | Routier                              |                                   |                                | 11 m                  | 1928                             | | États-Unis                | | W (en)                                                               |
|                                                                                      | 81  | Jiujiang Yangtze River Bridge             | 7 675           | Ferroviaire                          | G105 - Jingjiu Railway            |                                | Arc 216 m             | 1992                             | Jiujiang (Jiangxi) / Huangmei (Hubei) 29° 44′ 53″ N, 116° 00′ 54″ E \|\| Chine\|\| \|\|S , I |                           | |                                                                      |
|                                                                                      | 82  | Pont sur la Salouen                       | 7 643           | Mixte Route - rail (viaduc unique)   |                                   |                                |                       | 2005                             | Mawlamyine / Martaban (État Môn) 16° 30′ 40″ N, 97° 37′ 04″ E | Birmanie                  | Plus long pont de Birmanie | S , I                                                                |
|                                                                                      | 83  | James River Bridge                        | 7 425           | Routier                              |                                   |                                | Haubans 126 m         | 1983                             | | États-Unis                | | I                                                                    |
|                                                                                      | 84  | Grand pont de Gwangan                     | 7 420           | Routier                              | Route 66                          | Mer du Japon                   | Suspendu 500 m        | 2002                             | Busan (Yeongnam) 35° 08′ 47″ N, 129° 07′ 43″ E \|\| Corée du Sud\|\| \|\|S , I |                           | |                                                                      |
|                                                                                      | 85  | Grand Pont de Seohae                      | 7 310           | Routier                              |                                   |                                | Haubans 470 m         | 2000                             | Pyeongtaek (Gyeonggi) / Dangjin (Chungcheong du Sud) 36° 57′ 06″ N, 126° 50′ 27″ E \|\| Corée du Sud\|\| \|\|S                                                                                  |                           | |                                                                      |
|                                                                                      | 86  | Pont Runyang                              | 7 210           | Routier                              | G2 Jinghu Expy                    | Yangzi Jiang                   | Suspendu 1 490 m      | 2005                             | Yangzhou / Zhenjiang (Jiangsu) 32° 12′ 28″ N, 119° 21′ 47″ E | Chine                     | Le pont principal sud, un pont suspendu de 1 490 mètres de portée, est le pont ayant la deuxième plus grande portée au monde, derrière le pont du détroit d'Akashi.                                                     | S , I                                                                |
|                                                                                      | 87  | Pont de Volgograd (en)                    | 7 110           | Routier                              |                                   | Volga                          |                       | 2009                             | Volgograd 48° 43′ 17″ N, 44° 33′ 02″ E \|\| Russie\|\| \|\| |                           | |                                                                      |
|                                                                                      | 88  | Pont de Huangpu                           | 7 016           | Routier                              |                                   |                                | Suspendu 1 108 m      | 2008                             | Guangzhou (Guangdong) 23° 04′ 17″ N, 113° 28′ 34″ E \|\| Chine\|\| \|\|S , I |                           | |                                                                      |
|                                                                                      | 89  | San Francisco-Oakland Bay Bridge          | 7 000           | Routier                              |                                   |                                | Suspendu 704 m        | 1936                             | San Francisco / Yerba Buena Island (Californie) 37° 48′ 12″ N, 122° 22′ 20″ O \|\| États-Unis\|\| \|\|S                                                                                         |                           | |                                                                      |
| Image manquante                                                                      | 90  | Viaduc de la ligne 4 du métro de Santiago | 7 000           | Ferroviaire                          | métro de Santiago (Ligne 4)       | Terre                          |                       | 2004                             | San Francisco / Yerba Buena Island (Californie) 37° 48′ 12″ N, 122° 22′ 20″ O | Chili                     | Plus long pont du Chili. | S                                                                    |
|                                                                                      | 91  | Pont de la baie de Chesapeake             | 7 000           | Routier                              |                                   |                                |                       | 1952-1973                        | | États-Unis                | |                                                                      |
|                                                                                      | 92  | Pont de Huey P. Long                      | 7 000           | Routier                              |                                   |                                |                       | 1936                             | | États-Unis                | | W (en)                                                               |
|                                                                                      | 93  | Pont est du Grand Belt                    | 6 790           | Routier                              |                                   |                                | Suspendu 1 624 m      | 1998                             | Korsør / Sprogø (Sjælland) 55° 20′ 31″ N, 11° 02′ 08″ E | Danemark                  | | S , I                                                                |
|                                                                                      | 94  | Grand pont de Nanjing sur le Yangzi       | 6 772           | Routier                              |                                   | Yangzi Jiang                   | Treillis 160 m        | 1968                             | | Chine                     | | S                                                                    |
|                                                                                      | 95  | Pont ouest du Grand Belt                  | 6 611           | Routier                              |                                   |                                |                       | 1998                             | | Danemark                  | | S                                                                    |
|                                                                                      | 96  | Pont Astoria-Megler                       | 6 545           | Routier                              |                                   |                                | Treillis 375 m        | 1966                             | Astoria (Oregon) / Megler (Washington) 46° 11′ 37″ N, 123° 51′ 04″ O | États-Unis                | | S                                                                    |
|                                                                                      | 97  | Pont d’Öland                              | 6 072           | Routier                              |                                   |                                | 130 m                 | 1972                             | | Suède                     | Plus long pont de Suède | S                                                                    |
| Image manquante                                                                      | 98  | Puente Puerto Unzué - Fray Bentos         | 5 966           | Routier                              |                                   |                                | 220 m                 | 1976                             | | Uruguay/ Argentine        | | S                                                                    |
|                                                                                      | 99  | Hernando de Soto Bridge                   | 5 954           | Routier                              |                                   |                                | Arc 274 m             | 1973                             | Memphis (Tennessee) / West Memphis (Arkansas) 35° 09′ 10″ N, 90° 03′ 50″ O | États-Unis                | | S                                                                    |
|                                                                                      | 100 | Pulaski Skyway                            | 5 636           | Routier                              |                                   |                                | Treillis 168 m        | 1932                             | | États-Unis                | | W                                                                    |
|                                                                                      | 101 | Pont de l’Albemarle Sound                 | 5 627           | Routier                              |                                   |                                |                       | 1990                             | | États-Unis                | | I                                                                    |
| Image manquante                                                                      | 102 | Pont maritime Bandra-Worli                | 5 600           | Routier                              |                                   |                                |                       | 2010                             | Bombay 19° 02′ 11″ N, 72° 49′ 02″ E | Inde                      | |                                                                      |
|                                                                                      | 103 | Mahatma Gandhi Setu                       | 5 575           | Routier                              |                                   |                                |                       | 1982                             | | Inde                      | Pendant longtemps le plus long pont d'Inde | W (en)                                                               |
|                                                                                      | 104 | Pont de Hong Kong-Shenzhen                | 5 500           | Routier                              | Kong Sham Western Highway         |                                | Haubans 210 m         | 2007                             | Yuen Long / Nanshan (Shenzhen) (Guangdong) 22° 28′ 17″ N, 113° 57′ 38″ E \|\| Hong Kong\|\|Plus long pont de Hong-Kong\|\|S , I                                                                 |                           | |                                                                      |
|                                                                                      | 105 | Pont Suramadu                             | 5 438           | Routier                              | Jalan Tol Surabaya                | Détroit de Madura              | Haubans 434 m         | 2009                             | Surabaya (île de Java) / Bangkalan (île de Madura) 7° 11′ 03″ S, 112° 46′ 48″ E | Indonésie                 | Plus long pont d'Indonésie | S                                                                    |
|                                                                                      | 106 | Viaduc du Littoral                        | 5 409           | Routier                              | Route National 1 (Réunion)        | Océan Indien                   | Poutre-caissons 120 m | 2022                             | Saint-Denis (La Réunion) 20° 53′ 07″ S, 55° 23′ 24″ E \|\| France\|\|Plus long pont de France\|\|                                                                                               |                           | |                                                                      |
|                                                                                      | 107 | Hell Gate Bridge                          | 5 182           | Routier                              |                                   |                                | Suspendu 310 m        | 1916                             | New York (État de New York) 40° 46′ 57″ N, 73° 55′ 19″ O \|\| États-Unis\|\| \|\|S |                           | |                                                                      |
|                                                                                      | 108 | Deuxième pont sur la Severn               | 5 128           | Routier                              |                                   |                                | Haubans 456 m         | 1996                             | Caldicot (Sir Fynwy) / Severn Beach (South Gloucestershire) 51° 34′ 28″ N, 2° 42′ 06″ O | Royaume-Uni               | Plus long pont de Grande-Bretagne | S                                                                    |
|                                                                                      | 109 | Pont de Zélande                           | 5 022           | Routier                              |                                   |                                | Poutre-caisson 95 m   | 1965                             | | Pays-Bas                  | Plus long pont d'Europe lors de sa mise en service, Plus long pont des Pays-Bas | S                                                                    |
| Image manquante                                                                      | 110 | Viaduc de Candaba                         | 5 000           | Routier                              |                                   |                                |                       | 2005                             | | Philippines               | Plus long pont de Malaisie | S                                                                    |
|                                                                                      | 111 | Pont Buckman                              | 4 968           | Routier                              |                                   |                                | 76 m                  | 1970                             | | États-Unis                | | W (en)                                                               |
|                                                                                      | 112 | Pont Tappan Zee                           | 4 881           | Routier                              | Interstate 87 et 287              |                                | Treillis 736 m        | 1955                             | Tarrytown / South Nyack (New York) (État de New York) 41° 04′ 13″ N, 73° 52′ 51″ O | États-Unis                | | S                                                                    |
|                                                                                      | 113 | Howard Frankland Bridge                   | 4 846           | Routier                              |                                   |                                |                       | 1991                             | | États-Unis                | | W (en)                                                               |
|                                                                                      | 114 | Pont Jamuna                               | 4 800           | Routier                              |                                   | Brahmapoutre                   | 100 m                 | 1998                             | | Bangladesh                | Plus long pont du Bangladesh | W                                                                    |
|                                                                                      | 115 | Pont d'Humen                              | 4 800           | Routier                              | Humen Expy                        |                                | Suspendu 888 m        | 1997                             | Dongguan (Guangdong) 22° 47′ 49″ N, 113° 36′ 57″ E | Chine                     | | S , « I »(Archive.org • Wikiwix • Archive.is • Google • Que faire ?) |
|                                                                                      | 116 | Vikramshila Setu (en)                     | 4 700           | Routier                              |                                   |                                |                       | 2001                             | Bhagalpur 25° 16′ 41″ N, 87° 01′ 37″ E \|\| Inde\|\| \|\| |                           | |                                                                      |
| Image manquante                                                                      | 117 | Pont ferroviaire de Vembanad (en)         | 4 620           | Ferroviaire                          |                                   |                                |                       | 2011                             | Kerala 10° 00′ 22″ N, 76° 15′ 29″ E | Inde                      | Plus long pont ferroviaire en Inde |                                                                      |
| Image manquante                                                                      | 118 | Lindsay C. Warren Bridge                  | 4 550           | Routier                              |                                   |                                |                       | 1960                             | | États-Unis                | | I                                                                    |
|                                                                                      | 119 | Gandy Bridge                              | 4 529           | Routier                              |                                   |                                |                       | 1975                             | | États-Unis                | | W (en)                                                               |
|                                                                                      | 120 | Sopraelevata Aldo Moro                    | 4 507           | Routier                              |                                   |                                |                       | 1965                             | Gênes | Italie                    | |                                                                      |
|                                                                                      | 121 | Grand pont de Geoje                       | 4 500           | Routier                              | Route 58                          | Détroit de Corée               | Haubans 475 m         | 2010                             | Busan - Île de Geoje 35° 00′ 55″ N, 128° 45′ 05″ E | Corée du Sud              | Deux ponts de 1870 et 1 650 mètres et un tunnel |                                                                      |
|                                                                                      | 122 | Pont international de Sault Sainte-Marie  | 4 480           | Routier                              |                                   |                                |                       | 1962                             | | États-Unis                | | W                                                                    |
|                                                                                      | 123 | Pont de Yeongjong                         | 4 420           |                                      | Route 130                         |                                | Suspendu 300 m        | 2000                             | Incheon - Île Yeongjong 37° 32′ 42″ N, 126° 34′ 59″ E | Corée du Sud              | | SI                                                                   |
|                                                                                      | 124 | Pont de Jingzhou sur la rivière Yangtze   | 4 398           | Routier                              |                                   |                                | Haubans 500 m         | 2002                             | Jingzhou (Hubei) 30° 19′ 04″ N, 112° 13′ 03″ E | Chine                     | | I                                                                    |
|                                                                                      | 125 | Tōkyō Wan Aqua-Line                       | 4 384           | Routier                              |                                   |                                | Poutre-caisson        | 1997                             | | Japon                     | | W                                                                    |
|                                                                                      | 126 | Pont de Santarém                          | 4 308           | Routier                              |                                   |                                | Haubans 246 m         | 2000                             | | Portugal                  | | S                                                                    |
|                                                                                      | 127 | Bayside Bridge                            | 4 270           | Routier                              |                                   |                                |                       | 1993                             | | États-Unis                | | W (en)                                                               |
|                                                                                      | 128 | Hochstraße Elbmarsch                      | 4 258           |                                      | Bundesautobahn 7                  |                                | 35 m                  | 1974                             | Hambourg 53° 31′ 07″ N, 9° 55′ 19″ E \|\| Allemagne\|\| \|\|S |                           | |                                                                      |
|                                                                                      | 129 | Pont Commodore Barry                      | 4 240           | Routier                              | U.S. Route 322                    |                                | Treillis 501 m        | 1974                             | Chester (Pennsylvanie) / Bridgeport (New Jersey) 39° 49′ 32″ N, 75° 22′ 06″ O | États-Unis                | | S                                                                    |
|                                                                                      | 130 | Escambia Bay Bridge                       | 4 224           | Routier                              |                                   |                                |                       | 2004                             | | États-Unis                | | S                                                                    |
|                                                                                      | 131 | Pont Bhumibol                             | 4 200           | Routier                              |                                   |                                | Haubans 398 m         | 2006                             | Phra Pradaeng (Samut Prakan) 13° 39′ 38″ N, 100° 32′ 23″ E \|\| Thaïlande\|\| \|\|I |                           | |                                                                      |
|                                                                                      | 132 | Pont Verrazano-Narrows                    | 4 176           | Routier                              | Interstate 278                    |                                | Haubans 1 298 m       | 1964                             | New York (État de New York) 40° 36′ 22″ N, 74° 02′ 45″ O \|\| États-Unis\|\| \|\|S , I |                           | |                                                                      |
|                                                                                      | 133 | Greenville Bridge                         | 4 133           | Routier                              |                                   |                                | Haubans 420 m         | 2010                             | Greenville (Mississippi) / Lake Village (Arkansas) 33° 17′ 14″ N, 91° 09′ 15″ O \|\| États-Unis\|\| \|\|I , W (en)                                                                              |                           | |                                                                      |
|                                                                                      | 134 | Pont du détroit de Kurushima              | 4 105           | Routier                              |                                   |                                | Suspendu 1 030 m      | 1999                             | Imabari / Yoshiumi (Ehime) 34° 06′ 55″ N, 132° 59′ 06″ E \|\| Japon\|\| \|\|S |                           | |                                                                      |
|                                                                                      | 135 | Pont Rosario-Victoria                     | 4 098           | Routier                              |                                   |                                | Haubans 330 m         | 2003                             | Rosario (Département de Rosario) 32° 52′ 08″ S, 60° 40′ 44″ O \|\| Argentine\|\|Plus long pont d'Argentine\|\|S                                                                                 |                           | |                                                                      |
|                                                                                      | 136 | Crescent City Connection                  | 4 093           | Routier                              | U.S. Route 90                     |                                | Treillis 486 m        | 1958                             | La Nouvelle-Orléans (Louisiane) 29° 56′ 19″ N, 90° 03′ 27″ O \|\| États-Unis\|\| \|\|S |                           | |                                                                      |
|                                                                                      | 137 | Pont Arthur Ravenel Jr.                   | 4 023           | Routier                              |                                   |                                | Haubans 471 m         | 2005                             | Charleston (Caroline du Sud) 32° 48′ 10″ N, 79° 54′ 54″ O \|\| États-Unis\|\| \|\|W (en) |                           | |                                                                      |
|                                                                                      | 138 | Pont Fred Hartman                         | 4 000           | Routier                              |                                   |                                | Haubans 381 m         | 1995                             | Baytown / La Porte (Texas) 29° 42′ 12″ N, 95° 01′ 03″ O \|\| États-Unis\|\| \|\|W (en) |                           | |                                                                      |
|                                                                                      | 139 | Pont de Vicksburg                         | 3 954           | Routier                              |                                   |                                | Treillis 265 m        | 1973                             | Vicksburg (Mississippi) / Delta (Louisiane) 32° 18′ 49″ N, 90° 54′ 19″ O | États-Unis                | | S                                                                    |
|                                                                                      | 140 | Herbert C. Bonner Bridge                  | 3 921           | Routier                              |                                   |                                |                       | 1963                             | | États-Unis                | | « I »(Archive.org • Wikiwix • Archive.is • Google • Que faire ?)     |
|                                                                                      | 141 | Pont du détroit d'Akashi                  | 3 911           | Routier                              |                                   |                                | Suspendu 1 991 m      | 1998                             | Kobe / Île d'Awaji (Hyōgo) 34° 37′ 00″ N, 135° 01′ 18″ E | Japon                     | Le pont principal est le pont présentant la plus grande portée au monde. | I                                                                    |
|                                                                                      | 142 | Pont de Lupu                              | 3 900           | Routier                              |                                   |                                | Haubans 550 m         | 2003                             | Shanghai (centre urbain) 31° 11′ 26″ N, 121° 28′ 33″ E \|\| Chine\|\| \|\|S |                           | |                                                                      |
|                                                                                      | 143 | Pont du Canal de Suez                     | 3 900           | Routier                              |                                   |                                | Haubans 404 m         | 2001                             | El Qantara (North Sinai) 30° 49′ 42″ N, 32° 19′ 03″ E | Égypte                    | | S                                                                    |
| Image manquante                                                                      | 144 | Pont du Iouribeï (en)                     | 3 893           | Ferroviaire                          |                                   | Yuribey                        | 110 m                 | 2009                             | 68° 55′ 08″ N, 69° 50′ 24″ E \|\| Russie\|\| \|\| |                           | |                                                                      |
|                                                                                      | 145 | Pont de Zacatal                           | 3 861           | Routier                              |                                   |                                |                       | 1994                             | | Mexique                   | | W (en)                                                               |
|                                                                                      | 146 | Pont de la Liberté                        | 3 850           | Routier                              |                                   |                                | Pont en arc           | 1933                             | | Italie                    | | S                                                                    |
|                                                                                      | 147 | Evergreen Point Floating Bridge           | 3 845           | Routier                              |                                   |                                |                       | 1963                             | Seattle / Medina (Washington) 47° 38′ 26″ N, 122° 15′ 37″ O | États-Unis                | | S , I                                                                |
| Image manquante                                                                      | 148 | Viaduc de Santhià                         | 3 782           | Routier                              |                                   |                                |                       | 2006                             | | Italie                    | | S                                                                    |
|                                                                                      | 149 | Rainbow Bridge                            | 3 750           | Routier                              |                                   |                                | Suspendu 570 m        | 1993                             | Tōkyō 35° 38′ 11″ N, 139° 45′ 49″ E | Japon                     | | S                                                                    |
|                                                                                      | 150 | Sky Gate Bridge R                         | 3 750           | Routier                              |                                   |                                | Treillis              | 1991                             | Izumisano, Préfecture d'Osaka | Japon                     | |                                                                      |
|                                                                                      | 151 | Pont Vinh Tuy                             | 3 690           | Routier                              |                                   |                                |                       | 2009                             | Hanoï | Vietnam                   | |                                                                      |
|                                                                                      | 152 | Pont Dona Ana                             | 3 670           | Ferroviaire                          |                                   |                                | 80 m                  | 1934                             | Vila de Sena 17° 26′ 29″ S, 35° 03′ 16″ E | Mozambique                | |                                                                      |
|                                                                                      | 153 | Pont Walt Whitman                         | 3 652           | Routier                              |                                   |                                | Suspendu 610 m        | 1957                             | Philadelphie (Pennsylvanie) / Gloucester City (New Jersey) 39° 54′ 19″ N, 75° 07′ 47″ O | États-Unis                | | S , I                                                                |
|                                                                                      | 154 | Pont de Köhlbrand                         | 3 618           | Routier                              | Accès vers la BAB7)               |                                | Haubans 325 m         | 1974                             | Hambourg 53° 31′ 18″ N, 9° 56′ 18″ E | Allemagne                 | Plus long pont d'Allemagne | S                                                                    |
|                                                                                      | 155 | Pont des Lagunes                          | 3 605           | Ferroviaire                          |                                   |                                | Pont en arc           | 1846                             | | Italie                    | | S                                                                    |
| Image manquante                                                                      | 156 | Viaduc de Fadalto                         | 3 567           | Routier                              |                                   |                                |                       | 1990                             | | Italie                    | | S                                                                    |
|                                                                                      | 157 | Pont de Irabu                             | 3 540           | Routier                              |                                   |                                | 180 m                 | 2015                             | Miyakojima, Archipel Sakishima | Japon                     | | ja:伊良部大橋                                                        |
|                                                                                      | 158 | Pont Champlain                            | 3 440           | Routier                              | Québec Autoroute 10, 15 et 20     |                                | Treillis 215 m        | 1962                             | Montréal / Brossard (Québec) 45° 28′ 07″ N, 73° 31′ 03″ O \|\| Canada\|\| \|\|S , I |                           | |                                                                      |
|                                                                                      | 159 | Claiborne Pell Bridge                     | 3 428           | Routier                              | Rhode Island Route 138            |                                | Suspendu 488 m        | 1969                             | Newport / Jamestown (Rhode Island) 41° 30′ 10″ N, 71° 20′ 22″ O | États-Unis                | | S , I                                                                |
|                                                                                      | 160 | San Diego-Coronado Bridge                 | 3 407           | Routier                              |                                   |                                |                       | 1969                             | | États-Unis                | | S                                                                    |
|                                                                                      | 161 | Bay St. Louis Bridge                      | 3 379           | Routier                              |                                   |                                |                       |                                  | Bay St. Louis 30° 19′ 05″ N, 89° 18′ 13″ O \|\| États-Unis\|\| \|\| |                           | |                                                                      |
|                                                                                      | 162 | Pont de Saint-Nazaire                     | 3 356           | Routier                              | RD 213                            | Loire                          | Haubans 404 m         | 1974                             | Saint-Nazaire / Saint-Brevin-les-Pins (Loire-Atlantique) 47° 16′ 36″ N, 2° 09′ 53″ O \|\| France\|\|Ex-plus long pont de France (1974-2022)\|\|S                                                |                           | |                                                                      |
|                                                                                      | 163 | Terceira Ponte                            | 3 300           | Routier                              |                                   |                                | Poutre-caisson 260 m  | 1978                             | Vitória / Vila Velha (Espírito Santo) 20° 19′ 17″ S, 40° 17′ 04″ O \|\| Brésil\|\|Deuxième plus long pont du Brésil\|\|I                                                                        |                           | |                                                                      |
|                                                                                      | 164 | Pont du Memorial Delaware                 | 3 291           | Routier                              |                                   |                                | Suspendu 655 m        | 1968                             | New Castle (Delaware) / Deepwater (New Jersey) 39° 41′ 18″ N, 75° 31′ 06″ O | États-Unis                | | W                                                                    |
|                                                                                      | 165 | Pont ferroviaire du Tay                   | 3 264           | Routier                              |                                   |                                |                       | 1887                             | | Royaume-Uni               | | S                                                                    |
|                                                                                      | 166 | Hale Boggs Memorial Bridge                | 3 261           | Routier                              |                                   |                                | Haubans 372 m         | 1983                             | Luling / Destréhan (Louisiane) 29° 56′ 33″ N, 90° 22′ 25″ O \|\| États-Unis\|\| \|\|S |                           | |                                                                      |
|                                                                                      | 167 | Dames Point Bridge                        | 3 245           | Routier                              |                                   |                                | Haubans 396 m         | 1989                             | Jacksonville (Floride) 30° 23′ 09″ N, 81° 33′ 30″ O | États-Unis                | | S                                                                    |
|                                                                                      | 168 | Pont du Storstrøm                         | 3 199           | Routier                              |                                   |                                | Arc 136 m             | 1937                             | | Danemark                  | | S                                                                    |
|                                                                                      | 169 | Pont du 25 Avril                          | 3 173           | Routier                              |                                   |                                | Suspendu 1 013 m      | 1966                             | Lisbonne / Almada (Région de Lisbonne) 38° 41′ 22″ N, 9° 10′ 39″ O | Portugal                  | | S , I                                                                |
|                                                                                      | 170 | Deuxième Pont sur l'Orénoque              | 3 156           | Routier                              |                                   |                                | Haubans 300 m         | 2006                             | | Venezuela                 | Second plus long pont du Venezuela | S                                                                    |
|                                                                                      | 171 | Viaduc d'Yverdon                          | 3 155           | Routier                              |                                   |                                | Poutre-caisson        | 1984                             | Yverdon 46° 46′ 26″ N, 6° 37′ 31″ E | Suisse                    | Plus long pont routier de Suisse | S                                                                    |
|                                                                                      | 172 | Pont Bukhang                              | 3 100           |                                      |                                   | Mer du Japon                   | Haubans 540 m         | 2013                             | Busan 35° 06′ 20″ N, 129° 03′ 54″ E | Corée du Sud              | | SI                                                                   |
| Image manquante                                                                      | 173 | Pont Thanh Tri                            | 3 084           | Routier                              |                                   |                                |                       | 2008                             | Hanoï | Vietnam                   | |                                                                      |
| Image manquante                                                                      | 174 | Pont de Mokpo                             | 3 070           |                                      |                                   | Mer Jaune                      | Haubans 550 m         | 2011                             | Mokpo 34° 47′ 19″ N, 126° 21′ 30″ E | Corée du Sud              | | I                                                                    |
|                                                                                      | 175 | Pont d’Heishipu                           | 3 068           | Routier                              |                                   |                                | 162 m                 | 2004                             | | Chine                     | | I                                                                    |
| Image manquante                                                                      | 176 | Nehru Setu (en)                           | 3 064           | Ferroviaire                          |                                   |                                |                       | 1900                             | Bihar 24° 53′ 33″ N, 84° 12′ 58″ E \|\| Inde\|\| Pendant longtemps le plus long pont en Inde\|\|                                                                                                |                           | |                                                                      |
| Image manquante                                                                      | 177 | Jawahar Setu (en)                         | 3 061           | Routier                              |                                   |                                |                       | 1965                             | Bihar 24° 53′ 33″ N, 84° 12′ 58″ E | Inde                      | Parallèle au Nehru Setu |                                                                      |
|                                                                                      | 178 | Talmadge Memorial Bridge                  | 3 060           | Routier                              |                                   |                                | Haubans 335 m         | 1990                             | Savannah (Géorgie) 32° 05′ 21″ N, 81° 05′ 56″ O | États-Unis                | | S                                                                    |
|                                                                                      | 179 | Kolia Bhomora Setu (en)                   | 3 015           | Routier                              |                                   |                                |                       | 1987                             | Assam 24° 53′ 33″ N, 84° 12′ 58″ E \|\| Inde\|\| \|\| |                           | |                                                                      |
|                                                                                      | 180 | Pont sur la Severn                        | 3 001           | Routier                              | M48 motorway                      |                                | Suspendu 988 m        | 1966                             | Aust (South Gloucestershire) / Beachley (Sir Fynwy) 51° 36′ 32″ N, 2° 38′ 18″ O | Royaume-Uni               | | S , I                                                                |
|                                                                                      | 181 | Pont de Jiangyin                          | 3 000           | Routier                              |                                   |                                | Suspendu 1 385 m      | 1999                             | 31° 56′ 44″ N, 120° 16′ 33″ E | Chine                     | | S                                                                    |

## Ouvrages de transports guidés
Les ouvrages de transport en commun guidé sont des ouvrages où les véhicules sont guidés par l'infrastructure, c'est-à-dire qu'ils n'ont qu'un seul degré de liberté, ne pouvant qu'avancer ou reculer suivant un mouvement de translation (auquel s'ajoutent toutefois les mouvements autorisés par les systèmes de suspension). Les guides sont généralement constitués par des rails, mais aussi par des ornières, des câbles… Compte tenu de leur spécificité, ces ouvrages n'ont pas été recensés dans la liste des viaducs ou complexes de ponts. Les transports guidés par câbles n'entrent toutefois pas dans le cadre du présent article puisque ces ouvrages ne sont pas des ouvrages d'art continus.
| Image | Nom                            | Longueur (en m) | Type d'ouvrage | Voie portée                   | Guide             | Terminé en | Localisation                                                   | Pays       | Commentaires | Réf |
| ----- | ------------------------------ | --------------- | -------------- | ----------------------------- | ----------------- | ---------- | -------------------------------------------------------------- | ---------- | --- | --- |
|       | Ligne 3, Monorail de Chongqing | 55 500          | Ferroviaire    | Trois lignes en boucle        | Monorail béton    | 2012       | Yudong-Aéroport International Jiangbei de Chongqing, Chongqing | Chine      | |     |
|       | Ligne 2, Monorail de Chongqing | 31 300          | Ferroviaire    | Trois lignes en boucle        | Monorail béton    | 2004-2014  | Yudong-Jiaochangkou, Chongqing                                 | Chine      | |     |
|       | Walt Disney World Monorail     | 23 120          | Ferroviaire    | Trois lignes en boucle        | Monorail béton    | 1970       | Walt Disney World Resort, Orlando, Floride                     | États-Unis | |     |
|       | Monorail d'Osaka               | 21 200          | Ferroviaire    | Trois lignes en boucle        | Monorail béton    | 1990-1997  | Toyonaka-Kadoma, Préfecture d'Osaka                            | Japon      | |     |
|       | Voie d'essai de l'aérotrain    | 18 000          | Ferroviaire    | Piste d'essais de l'aérotrain | Monorail béton    | 1969       | de Saran à Ruan 48° 01′ 42″ N, 1° 53′ 02″ E                    | France     | Plus long pont construit jamais ouvert à la circulation publique (l'ouvrage a servi de 1967 à 1974 aux essais de prototypes de l'aérotrain) | S   |
|       | Monorail Tama Toshi            | 16 000          | Ferroviaire    | Trois lignes en boucle        | Monorail béton    | 1998-2000  | Higashiyamato-Tama, Tokyo                                      | Japon      | |     |
|       | Monorail de Chiba              | 15 200          | Ferroviaire    | Ligne Sōbu                    | Monorail suspendu | 1988       | Chiba                                                          | Japon      | Plus long monorail suspendu au monde | I   |
|       | Wuppertaler Schwebebahn        | 13 300          | Ferroviaire    | Liaison Vohwinkel - Oberarmen | Monorail suspendu | 1900       | Wuppertal                                                      | Allemagne  | |     |
|       | Monorail Shōnan                | 6 600           | Ferroviaire    | Shōnan-Shinjuku Line          | Monorail suspendu | 1970       | Shōnan                                                         | Japon      | |     |